# アントニオ・マリア・ダ・シルヴァ

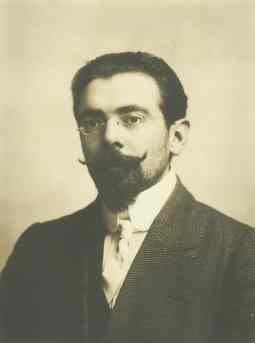

アントニオ・マリア・ダ・シルヴァ（ポルトガル語: António Maria da Silva, GCTE, ポルトガル語発音: [ɐ̃ˈtɔniu mɐˈɾiɐ dɐ ˈsiɫvɐ]、1872年5月26日 リスボン - 1950年10月14日）は、ポルトガル第一共和政の政治家、工学者。ポルトガル共和党で精力的に活動した党員だった。ポルトガル第一共和政では首相を4度務めた。マヌエル・テイシェイラ・ゴメス大統領への反対運動に成功して1925年にゴメスを辞任させたが、自身も1926年5月28日クーデターの2日後に辞任を余儀なくされた。